# Fagopyrum lineare
Fagopyrum lineare är en slideväxtart som först beskrevs av Gunnar Samuelsson, och fick sitt nu gällande namn av K. Haraldson. Fagopyrum lineare ingår i släktet boveten, och familjen slideväxter. Inga underarter finns listade i Catalogue of Life.